# 六星占術
| 星人                                                |
| --------------------------------------------------- |
| 土星人 - 金星人 - 火星人 天王星人 - 木星人 - 水星人 |
| その他                                              |
| 殺界                                                |
| 関連項目                                            |
| 細木数子 - 番組                                     |

六星占術（ろくせいせんじゅつ）は、宗教家で占い師の細木数子が、中国古来の易学、算命学、万象学などをもとに提唱したと自称する占い。天中殺の項も参照。

## 概略
六星占術は人物生来の運命を土星、金星、火星、天王星、木星、水星の6つの運命星で占い、それぞれの運命星を持つ人物を土星人、金星人、火星人、天王星人、木星人、水星人と称する。特別な条件が符合すると霊合星人（れいごうせいじん）となる。霊合星人は単体で独立する運命星ではなく「土星人の霊合星人」などほか6つの運命星と複合する。運気は、土星人⇔天王星人、金星人⇔木星人、火星人⇔水星人となる。人物各々の運命星は、生年月日から算出した運命数、星数で決定する。運命星により当該人物の占命盤を描いて占う。
六星占術を扱った『六星占術によるあなたの運命』シリーズが2018年度版まではKKベストセラーズ、以後は飛鳥新社、からそれぞれ発行され、細木数子の死後も養女の細木かおりが引き継いでいる。

## 運命星
運命星は、生日の干支を1から60の数値で表した星数を、6つの星に割り当てる。星数を簡易的に算出するため各年月の数値をまとめた表を運命数表、数値を運命数、それぞれ称する。生日の干支と運命星を下記する。
- 土星人（1 - 10：戌亥天中殺）
  - 生まれた日の干支が、甲子・乙丑・丙寅・丁卯・戊辰・己巳・庚午・辛未・壬申・癸酉の人。土星は実際の土星ではなく、算命学で中央の地上に位置する戌亥の欠落が関係する。印星（印綬､偏印）を導く日干支が多い。
- 金星人（11 - 20：申酉天中殺）
  - 生まれた日の干支が、甲戌・乙亥・丙子・丁丑・戊寅・己卯・庚辰・辛巳・壬午・癸未の人。金星は実際の金星ではなく、金性秋支である申酉の欠落が関係する。官殺（正官､偏官）を導く日干支が多い。
- 火星人（21 - 30：午未天中殺）
  - 生まれた日の干支が、甲申・乙酉・丙戌・丁亥・戊子・己丑・庚寅・辛卯・壬辰・癸巳の人。火星は実際の火星ではなく、火性夏支である午未の欠落が関係する。財星（正財､偏財）か官殺（正官､偏官）を導く相克関係の日干支が多い。
- 天王星人（31 - 40：辰巳天中殺）
  - 生まれた日の干支が、甲午・乙未・丙申・丁酉・戊戌・己亥・庚子・辛丑・壬寅・癸卯の人。天王星は実際の天王星ではなく、算命学で中央の天頂に位置する辰巳の欠落が関係する。中央の地上に位置する戌亥天中殺（土星人）とは対極。食傷（食神､傷官）か財星（正財､偏財）を導く日干支が多い。
- 木星人（41 - 50：寅卯天中殺）
  - 生まれた日の干支が、甲辰・乙巳・丙午・丁未・戊申・己酉・庚戌・辛亥・壬子・癸丑の人。木星は実際の木星ではなく、木性春支である寅卯の欠落が関係する。比劫（比肩､劫財）か食傷（食神､傷官）を導く日干支が多い。
- 水星人（51 - 60：子丑天中殺）
  - 生まれた日の干支が、甲寅・乙卯・丙辰・丁巳・戊午・己未・庚申・辛酉・壬戌・癸亥の人。水星は実際の水星ではなく、水性冬支である子丑の欠落が関係する。比劫（比肩､劫財）を導き通根する日干支が多い。

土星人、金星人などの呼称は空亡になる地支（十二支）本気の五行によるが、天王星人のみ独自に考案したと自称する。
各運命星はプラス（＋）とマイナス（－）があり、生年が子・寅・辰・午・申・戌はプラス、丑・卯・巳・未・酉・亥はマイナスとする。運命星と合わせて土星人（＋）、金星人（－）と表記する。十二支の陰陽による。
空亡は生年に限らず､生月､生時も該当する。生年を重視するが、大運､流年が生年の干支と最初の相互作用をもたらすので生年で「陰陽」「霊合星人」と区分している。流歳が本人に何を作用するか考える上で生年は第一の分類である。生月､生時が空亡にあたる場合でもある程度「霊合星人」の特質を備えると考える。

## 霊合星人
霊合星人は生年が停止（占命盤の項を参照）に当たる人物で、土星人＝天王星人、金星人＝木星人、火星人＝水星人の組み合わせとなる。対極の星人が重なる。
- 土星人（＋）：生年が戌年
- 金星人（＋）：生年が申年
- 火星人（＋）：生年が午年
- 天王星人（＋）：生年が辰年
- 木星人（＋）：生年が寅年
- 水星人（＋）：生年が子年
- 土星人（－）：生年が亥年
- 金星人（－）：生年が酉年
- 火星人（－）：生年が未年
- 天王星人（－）：生年が巳年
- 木星人（－）：生年が卯年
- 水星人（－）：生年が丑年

## 宿命星
10年ごとに変わる宿命
- 静雲星 空想とロマンに長ける、反発、孤独、感受性
- 光美星 人に何かを伝えたくなる、おおらかさ
- 妙雅星 自分の立場を守ろうとする、協調、和合、政治力、説得力
- 白照星 自我、頑固、独立心。マイペース、強い意思、努力。
- 香創星 先人の知恵を受け継ぎ子孫に残そうとする、知性、伝統、古典、慈愛
- 火竹星 知識欲と好奇心、忍耐、放浪、改革、想像と破壊、知恵
- 大木星 集団や組織で攻撃的、責任感、名誉・名声
- 風行星 動乱期に力を発揮、短期、直情、闘い、行動力
- 大善星 大器晩成、家庭、堅実、蓄財、温厚
- 緑水星 財運、愛情運、善良、奉仕、義理人情、回転財

## 占命盤
占命盤は次の12の運気が示す。
- 種子（しゅし）- 物事を開始する年。用神五行が生旺墓絶（天干十二運）で、胎か長生を得るかいずれかである。⇔再会
- 緑生（りょくせい）- すべての影響が2倍になり、物事が成長する時期。駄目になることもある。⇔財成
- 立花（りっか）- 基本的な方向が決まるかなり重要な時期。⇔安定
- 健弱（けんじゃく）- 小殺界 健康面で運勢が悪くなる時期。⇔陰影（大殺界）
- 達成（たっせい）物事の目的が達成される時期。空亡の地支の冲に該当する。当然用神が生旺する。⇔停止（大殺界）
- 乱気（らんき）：中殺界 - 精神的な面にダメージを受けやすい年。⇔減退（大殺界）
- 再会（さいかい）- 第2の出発点となる時期。失敗の挽回も適する。⇔種子
- 財成（ざいせい）- 富が入る時期。財星が生旺するか、財多身弱の場合は比肩劫財で身財両停を得る、または食神傷官が財星に能く連絡する、いずれかである。⇔緑生
- 安定（あんてい）- 現状維持の時期で新規開始は翌年に大殺界で苦しむ。用神五行が帝旺を迎えている場合が多い。⇔立花
- 陰影（いんえい）：大殺界の始まり - 冬の初期。大殺界の始まりで新規事業開始などは禁忌。用神が衰地にある場合が多い。⇔健弱（小殺界）
- 停止（ていし）：大殺界の中央 - 冬の中頃。前年同様新規開始は禁忌。本人の生日を中心に空亡の二地支のいずれかに該当する。用神五行が衝撃を受けるか、剋されるか、いずれかである。用神は本人の生き方を象徴し、それが害を受けることは生き方の否定｢停止｣といえる。⇔達成
- 減退（げんたい）：大殺界の終わり - 冬の後期。大殺界で新規開始は危険。⇔乱気（中殺界）

※四柱推命の十二運を参考にしたと推測される。